# Стерлягов, Александр Михайлович
Стерлягов, Александр Михайлович — министр имущественных отношений Омской области с 23 января 2004 года по 31 августа 2012 года. С 8 декабря 2011 года по 25 марта 2013 года — президент некоммерческого партнерства СК «Авангард».

## Биография
Родился 22 сентября 1955 года. Семья жила в Кировской области. Отец был электросварщиком, мать — бухгалтером. После окончания школы уехал в Иваново, поступил в химико-технологический институт, где получил специальность «инженер-механик». В 1978 году был направлен по распределению в Омск на завод пластмасс. Около полугода проработал слесарем, затем стал мастером, начальником участка. В 1983 году был приглашён на работу в Советский райком КПСС, где, став инструктором промышленно-транспортного отдела, занимался вопросами промышленности, транспорта, связи и шефской помощи селу.
С 1986-го по 1990 год работал в промышленно-транспортном отделе Омского горкома КПСС. В 1990 году стал заместителем председателя Советского райисполкома. С июня 1991 года исполнял обязанности председателя Советского райисполкома. С 1992 года — первый заместитель председателя экономического комитета администрации города Омска. В феврале 1994 года возглавил администрацию Советского района города Омска. В мае 1997 года стал первым вице-мэром Омска.
После ухода в отставку мэра Валерия Рощупкина с 15 декабря 2000-го по 18 марта 2001 года исполнял обязанности мэра Омска. После того как мэром был избран Евгений Белов, был назначен его первым заместителем. В ноябре 2003 года утверждён в должности заместителя губернатора, председателя комитета по управлению имуществом Омской области. С 23 января 2004 по август 2012 года занимал пост министра имущественных отношений Омской области.
Академик муниципальной Академии РФ. С 1996 года — президент омского спортивного клуба «Витязь» (дзюдо и самбо).
С 8 декабря 2011-го по 25 марта 2013 года — президент хоккейного клуба «Авангард».
30 июня 2015 года приговором Центрального районного суда г. Омска признан виновным в превышении должностных полномочий при продаже земельного участка, находившегося в собственности Омской области, и приговорён к 2 годам лишения свободы в колонии общего режима с лишением права в течение двух лет занимать должности в органах государственной власти и местного самоуправления. После оглашения приговора Александра Стерлягова взяли под стражу прямо в зале суда. 10 сентября 2015 года коллегия Омского областного суда по уголовным делам оставила обвинительный приговор без изменения. В апреле 2016 года Омский областной суд рассмотрел кассационную жалобу адвокатов и заменил реальный срок на условный с годичным испытательным сроком.